# Caneyville, Kentucky
Caneyville, Kentucky (енгл. Caneyville) град је у америчкој савезној држави Кентаки.

## Демографија
По попису из 2010. године број становника је 608, што је 19 (-3,0%) становника мање него 2000. године.
| Група             | 2000.       | 2010.       |
| Белци             | 623 (99,4%) | 590 (97,0%) |
| Афроамериканци    | 1 (0,2%)    | 5 (0,8%)    |
| Азијати           | 0 (0,0%)    | 0 (0,0%)    |
| Хиспаноамериканци | 1 (0,2%)    | 5 (0,8%)    |
| Укупно            | 627         | 608         |